# Asz-Szajch Jusuf
Asz-Szajch Jusuf (arab. الشيخ يوسف) – miejscowość w Syrii, w muhafazie Idlib. W 2004 roku liczyła 2831 mieszkańców.